# Skryboniusze Kurionowie
Skryboniusze Kurionowie (Scribonii Curio) – to gałąź rzymskiego rodu plebejskiego Skryboniuszy.
Przydomek (cognomen) Curio w rodzinie Skryboniuszy prawdopodobnie pochodzi od urzędu głównego kuriona (curio maximus), który sprawował Gajusz Skryboniusz Kurion. Z rodziny Skryboniuszy Kurionów wywodziło się trzech utalentowanych mówców, których umiejętności opisał Cyceron w swoich pismach.

## Przedstawiciele rodu
- Gajusz Skryboniusz Kurion – edyl plebejski z 196 p.n.e.
- Gajusz Skryboniusz Kurion – prawdopodobnie wnuk poprzedniego, pretor z 121 p.n.e.
- Gajusz Skryboniusz Kurion – syn poprzedniego, konsul 76 p.n.e.
- Gajusz Skryboniusz Kurion – syn poprzedniego, trybun ludowy 50 p.n.e.